# Salmanassar II.
Salmanassar II. (Šalmaneser II., akkadsky Šulmanu-aššaridu – „Bůh (Šulman) je vůdce“) byl král Asýrie (1030–1019 př. n. l.), syn Aššurnasirpala I. a jeho následník na trůnu.
Doba jeho vlády patří k tzv. „temnému období“, z něhož se prakticky nedochovaly žádné historické dokumenty. Na základě zachovaných fragmentů z análů pozdějšího krále Aššur-dána II. ale můžeme konstatovat, že Salmanassar II. utrpěl několik porážek v bitkách s aramejskými kočovnými kmeny, pronikajícími na asyrské území. Byl dokonce přinucen obětovat v jejich prospěch některá území tradičně spadající pod asyrskou vládu, protože je nebyl schopen udržet pod trvalou kontrolou. Po jeho smrti se vlády ujal jeho syn Aššur-nárárí IV.